# Modesciadium involucratum
Modesciadium involucratum är en växtart i det monotypiska släktet Modesciadium i familjen flockblommiga växter.
Arten förekommer i Marocko. Den beskrevs först av René Charles Maire, och fick sitt nu gällande namn av samme Maire.